# Tariku Bekele

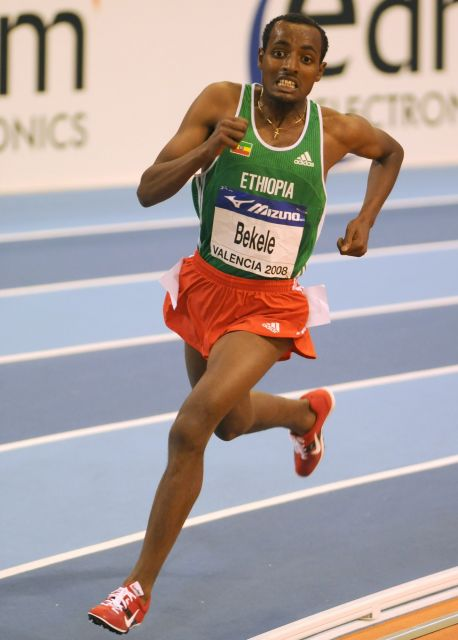
Tariku Bekele während der Hallenweltmeisterschaften 2008

Tariku Bekele (* 28. Februar 1987 in Bekoji) ist ein äthiopischer Langstreckenläufer aus der Volksgruppe der Oromo. Er war 2008 Hallenweltmeister im 3000-Meter-Lauf und gewann Bronze bei den Olympischen Spielen 2012 über 10.000 Meter.

## Leben
Der jüngere Bruder von Olympiasieger Kenenisa Bekele hat einen steilen Aufstieg in die Weltspitze hinter sich. 1999 hatte Tariku mit dem Laufen in der Grundschule begonnen. 2002 wurde er in ein Entwicklungsprojekt für Jugendliche aufgenommen. Schon Ende des Jahres wurde Tariku in seiner Heimat als die zukünftige Lauf-Hoffnung Äthiopiens gefeiert.
Den ersten großen Erfolg errang er dann auch schon ein Jahr später bei den Junioren-Weltmeisterschaften. Im 3000-Meter-Lauf gewann er die Silbermedaille. 2004 holte er bei den gleichen Meisterschaften über 5000 Meter (13:30,86 min) die Bronzemedaille. Auch bei internationalen Sportfesten bewies der damals erst 17-jährige Bekele sein Können. So qualifizierte er sich für das IAAF Weltfinale in Monte Carlo und belegte dort Rang zehn. Nach dem Ende dieser Bahnsaison schloss sich Tariku der Laufgruppe seines Bruders Kenenisa an, die von Tolosa Kotu trainiert wird.
Seine erste Meisterschaftsteilnahme in der Erwachsenenklasse folgte dann auch schon ein Jahr später. Bei den Weltmeisterschaften 2005 in Helsinki erzielte er mit 18 Jahren Platz sieben. Die 5000 Meter bewältigte er in 13:34,76 min.
Bei den Hallenweltmeisterschaften 2006 erreichte er den sechsten Platz über 3000 Meter. In der Freiluftsaison ging er noch ein letztes Mal bei den Juniorenweltmeisterschaften an den Start. Bei den Titelkämpfen in Peking holte er sich über 5000 Meter sein erstes Weltmeisterschafts-Gold. Der Äthiopier legte dabei im Endspurt eine letzte Runde von 56,2 Sekunden auf die Bahn. Damit bewies er die gleichen Qualitäten wie sein Bruder, der bei Meisterschaften ebenfalls oft durch eine sehr schnelle letzte Runde gewinnt.
Auch bei den Weltmeisterschaften 2007 in Osaka ging Bekele im Gegensatz zu seinem Bruder wieder auf die 5000 Meter. Mit dem fünften Platz konnte er seinen siebten Platz, den er bei seiner Weltmeisterschaftspremiere zwei Jahre zuvor erzielt hatte, verbessern. 2008 wurde Bekele in Valencia Hallenweltmeister auf der 3000-Meter-Strecke. Bei den Olympischen Spielen in Peking lief er im Finale, das sein Bruder gewann, auf den sechsten Platz.
2010 wurde Bekele bei den Hallenweltmeisterschaften im Spurt abgefangen und landete auf dem vierten Platz. Bei den Olympischen Spielen 2012 in London gewann er über 10.000 Meter die Bronzemedaille.

## Persönliche Bestleistungen
- 3000 m: 7:28,70 min, 29. August 2010 in Rieti
  - Halle: 7:31,09 min, 2. Februar 2008 in Stuttgart
- 5000 m: 12:52,45 min, 1. Juni 2008 in Berlin
- 10.000 m: 27:03,24 min, 22. Juni 2012 in Birmingham